# Mercedes-Benz W 125
Mercedes-Benz W 125 byl závodní vůz Grand Prix navržený Rudolfem Uhlenhautem roku 1936 a byl vyráběn společností Daimler-Benz AG. Ve 12 závodech Grand Prix 1937 dosáhl W 125 na sedm prvních, devět druhých a pět třetích míst. Na tomto typu jezdili Rudolf Caracciola, Manfred von Brauchitsch, Hermann Lang, Christian Kautz, Richard Seaman a Goffredo Zehender. Rok 1937 byl rokem, kdy meziválečný vývoj vozů Grand Prix dosáhl svého vrcholu.
Protože pravidla od roku 1938 omezila kubaturu a tím i dosažitelný výkon, byl typ W 125 s výkonem kolem 440 kW/600 koní nejvýkonnější vůz, který kdy startoval v závodech Grand Prix, a to až do konce 60. let, kdy ve sportovních vozech Can-Am motory V8 měly podobný výkon, resp. do začátku 80. let, kdy se v závodech formule 1 znovu objevily přeplňované motory o podobném výkonu.

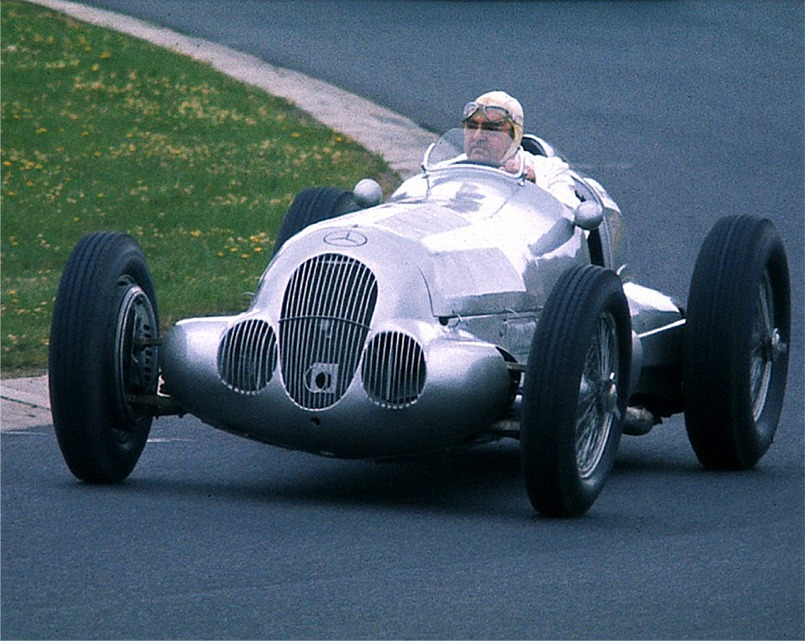
Hermann Lang na Mercedes-Benz W125 (Nürburgring 1977)

## Vznik a vývoj
Po devítileté přestávce postavila firma Daimler-Benz začátkem roku 1934 svůj další, skutečně závodní automobil typu Grand Prix. Byl poplatný tehdy platné formuli Libre (volná formule) bez omezení zdvihového objemu motoru pouze s limitem celkové hmotnosti do 750 kg a se šířkou karoserie min. 85 cm. Vůz označený jako typ W 25 (první "stříbrný šíp") byl vybaven řadovým přeplňovaným osmiválcovým motorem o zdvihovém objemu 3,36-4,74 l (verze A, AB, B, C a E) a výkonem 260-363 kW/354-494 k. Snaha o další zvýšení výkonu motoru, odstranění přílišné přetáčivosti vozu (což byla jedna z mála slabin tohoto typu) a zlepšení jeho celkových jízdních vlastností vedla k tomu, že v poslední rok platnosti váhové formule 750 kg byl vůz zcela rekonstruován a přeznačen jako typ W 125. V roce 1937 se Mercedes-Benz vrátil na vrchol automobilových závodů s nově vyvinutým W 125 po neuspokojivé sezóně v roce 1936 se stárnoucím W 25. Typ W 125 byl zpočátku poháněn osmiválcovým řadovým motorem typu M 25. Verze M 25 E z roku 1936 o objemu 4,74 litru a výkonu 348 kW/473 k byla v průběhu roku 1937 upravena. Došlo ke zvýšení kubatury na 5,66 litru a výkon této varianty byl udáván až 475 kW/646 koní. Při závodech ale opotřebení pneumatik omezovalo využití výkonu, proto nebyl vůz do závodů nasazován s maximálním výkonem motoru.
V závodě na okruhu Avus v roce 1937 použil Mercedes kromě „normálních“ W 125 a těch s aerodynamickou kapotáží také speciální závodní vůz (streamliner ), který byl zcela kapotován a měl motor V12 o objemu 5,57 litru s výkonem až 440 kW/598 koní a maximální rychlost přes 370 km/h. Řidičem tohoto vozu byl Manfred von Brauchitsch.
Rudolf Caracciola zvítězil na W 125 v mistrovství Evropy 1937 a další jezdci W125 skončili na druhé, třetí a čtvrté pozici v tomto šampionátu. Tato suverenita jednoho typu nemá v historii nejrychlejších závodních automobilů obdoby. Krátká, leč úspěšná kariéra tohoto vozu se skončila rokem 1938, kdy mezinárodní automobilová federace AIACR omezila zdvihový objem vozů Grand Prix na 3000 cm³. Nástupcem se stal typ W 154 s dvanáctiválcovým motorem do V.

## Popis vozu
Základní koncepce motoru M 125 zůstala stejná jako u předchozího typu M 25. Vrtání však bylo zvětšeno na 94 mm (při zachování zdvihu 102 mm), čímž jeho zdvihový objem vzrostl na 5660 cm³ a výkon na 444 kW/595 k. Dalším vývojem výkon dosáhl až hranice 475 kW/646 k při 5800 ot/min. To byl nejvyšší výkon, jaký kdy byl až do počátku 80. let u motoru formule 1 dosažen. Rootsův kompresor měl 2,78krát větší otáčky než motor, dával přetlak 0,8 kp/cm2 (točivý moment 857 Nm) a byl - poprvé u motorů Mercedes - zařazen v sacím traktu mezi 2 karburátory a motor. Motor měl sportovní dvojité vačkové hřídele v hlavě a čtyři ventily na válec, blok a hlavu válců z ocele, rozvod DOHC. Použitým palivem byla zakázková směs 40 % metylalkoholu, 32 % benzenu, 24 % etylalkoholu a 4 % lehkého benzínu.
Motor byl standardně umístěn vpředu, pohon zadních kol. Podvozek W125 byl zkonstruován podle nabytých zkušeností z roku 1936. Byl to vůz s delším rozvorem, ale sníženým polárním momentem setrvačnosti. Vůz měl pouze hydraulické tlumiče (nějaký čas trvalo, než konstruktér Uhlenhaut přesvědčil jezdce, že třecí tlumiče jsou již překonané). Převodovka byla změněna na typ s konstantním záběrem, což výrazně zlepšilo spolehlivost (ve srovnání s převodovkou s posuvným záběrem u motoru M25).
Tradiční trubkové rámy vozů Grand Prix měly tendenci se prohýbat, proto použitím nikl-chrom molybdenových oválných trubek vytvořil Uhlenhaut velmi tuhý rám se čtyřmi příčníky. To mu dalo mnohem větší kontrolu nad odpružením a efektivně jízdní vlastnosti vozu. Stejně jako W25 tak i W125 měl přední nápravu s dvojitými lichoběžníkovými rameny a vinuté pružiny, ale s mnohem delšími lichoběžníky než u W 25. To umožnilo mnohem větší zdvih a měkčí odpružení potřebné kvůli tužšímu rámu. U zadního zavěšení byl oprášen starý, ale zřídka používaný systém s torzními tyčemi a hydraulickými tlumiči (dvoukloubová náprava DeDion navržená na konci 19. století). Vůz měl hydraulické, bubnové brzdy, které působily na všechna kola.
Jednomístný monopost W 125 bez dveří měl karoserii, která byla vyrobena z hliníkové slitiny se stříbrným nátěrem. To přineslo vozům Mercedes v tomto období (a i soupeřům Auto Union, jejichž vozy měly stejnou barvu) přezdívku Stříbrné šípy.

## Sportovní úspěchy

#### Okruhové závody
V roce 1937 se jelo 26 závodů označených jako Velká cena. Mercedes-Benz s typem W 125 se zúčastnil ve 12 z nich. Do mistrovství Evropy 1937 se započítávalo 5 velkých cen: Velká cena Belgie, Německa, Monaka, Švýcarska a Itálie. Celkem vyhrály vozy W 125 v tomto roce 7 Velkých cen (Tripolis, AVUS, Nürburgring, Monte Carlo, Bremgarten, Livorno a Masarykův okruh), z toho 4 započítávané do mistrovství Evropy. O nasazení jednotlivých jezdců rozhodoval všemocný šéf stájí Alfred Neubauer a v tomto projevil v maximální míře své manažerské schopnosti.
Mercedes nasadil 4 nové vozy W 125 až do 4. závodu této sezony, který se konal 9. května. Byl to 11. ročník Velké ceny Tripolisu na okruhu Autodromo di Mellaha v Libyi (tehdy italská kolonie). Od startu Caracciola (W 125) a Rosemeyer (Auto Union Type C) začali nejlépe, po 1. kole oba vedli, Caracciola a Rosemeyer těsně za ním. Postupně se k nim přibližoval Lang (W 125), který nakonec po 40 kolech zvítězil před dotírajícím Rosemeyerem. Od 20. kola Lang přidával, zmocnil se vedení a marně jej Rosemeyer, Delius, Seaman, Caracciola, Brauchitsch, Stuck i Fagioli doháněli. Brauchitsch odpadl pro defekt chladiče. Nuvolari na Alfa Romeo 12C-36 musel dvakrát zastavit v depu a později se vzdal. Ale i ostatní italské vozy (Maserati, Alfa Romeo) byly značně pomalejší. Vedoucí vozy docilovaly na rovinkách rychlosti kolem 300 km/h. Lang zvítězil v průměrné rychlosti 216,325 km/h, Rosemeyer dojel druhý o pouhých 10 vteřin pozadu. Mezi prvním a pátým vozem v cíli byla na 524 km dlouhém závodu pouhých 105 vteřin (1:45 min). Prvých 8 míst s plným počtem kol obsadili Němci se svými speciály. Kuriozitou bylo, že se Lang s manželkou nechtěli zúčastnit závěrečných oslav v guvernérském paláci. Langovi, protože byli chudí, neměli pro slavnost vhodné oblečení. Neubauer, který pochopil, v čem je problém, je nakonec donutil opustit hotelový pokoj s vysvětlením, že vítěz musí vždy přijmout ceny, bez ohledu na okolnosti. Lang tedy nakonec na večírku převzal od maršála Italo Balba vítěznou cenu.
Druhým závodem, kde startovali jezdci na W 125, byly 30. května 6. mezinárodní závody na Avusu. Mercedes vyslal do závodu 2 vozy W 125 (Caracciola, Seaman), 2 vozy W 125/W25K-DAB (von Brauchitsch, Zehender) a jeden vůz W25K-M125 (Lang). Finálovou jízdu, po dvou rozjížďkách, vyhrál Hermann Lang. Finále se jelo na 8 kol v celkové délce závodu 154,8 km a Lang dosáhl času 35:30,2 min v průměrné rychlosti přes 261,7 km/h. Nejrychlejší kolo zajel Lang v 7. kole rozjížďky za 4:11,2 min průměrnou rychlostí 276,39 km/h. Byl to historicky nejrychlejší závod všech dob a zůstalo to tak až do závodu 500 mil v Monze v roce 1958.
Na Nürburgringu se 13. června jel 15. ročník závodů ADAC Eifelrennen. Zde Carraciola dojel na 2., Brauchitsch na 3. místě a Lang skončil šestý. Zvítězil Bernd Rosemeyer na Auto Unionu Type C, který vyhrál i Vanderbiltův pohár 5. července v New Yorku před Richardem Seamanem na W 125. Auto Uniony triumfovaly i na Velké ceně Belgie (ME, 11. července), když vyhrál Rudolf Hasse před Hansem Stuckem. Na Langa a Kautze s W 125 zbylo 3. a 4. místo.   
Mercedesy triumfovaly až na závodě ME při Velké ceně Německa 25. července na Nürburgringu (22 kol/501,82 km), což byl nejvýznamnější závod sezóny 1937. Popáté zde ve velkém stylu zvítězil Caracciola. Lang (W 125) vedl po prvním kole, následoval ho Rosemeyer (Auto Union C) a na W 125 Caracciola a Brauchitsch. Ve druhém kole se Rosemeyer dostal do vedení, ale zastavil se ve čtvrtém kole poté, co mu praskla zadní pneumatika. Zlomená okřídlená matice kola ho stála přes tři minuty. V odhodlané divoké stíhací jízdě postupně snižoval ztrátu a postupoval pořadím vpřed, z jedenáctého na třetí místo v cíli. Poté, co Müller havaroval a Stuck odstoupil (oba Auto Union), zůstal Delius nejrychlejším z tohoto týmu. Mercedes držel první čtyři pozice s Caracciolou, Langem, Brauchitschem a Seamanem. V sedmém kole v souboji o čtvrté místo předjel Delius na dlouhé rovince před cílem Seamana, ale potom oba vozy ve vysoké rychlosti opustily trať. Zranění řidiči byli převezeni do nemocnice v Adenau. Ernst von Delius bohužel zemřel druhý den ráno, zatímco Seaman vyvázl s menšími zraněními. Na suché závodní trati rychlé tempo extrémně zatěžovalo pneumatiky a kola se musela měnit každých sedm kol. Caracciola nakonec zvítězil o 46 sekund před Brauchitschem. Rosemeyer, nejrychlejší jezdec závodu, dojel na třetím místě, jen minutu za vítězem, když dohnal větší část ztraceného času při přezouvání kol po defektu. Nuvolari (Alfa Romeo 12C) skončil čtvrtý, za ním Hasse (Auto Union C), Kautz a Lang (oba W 125).

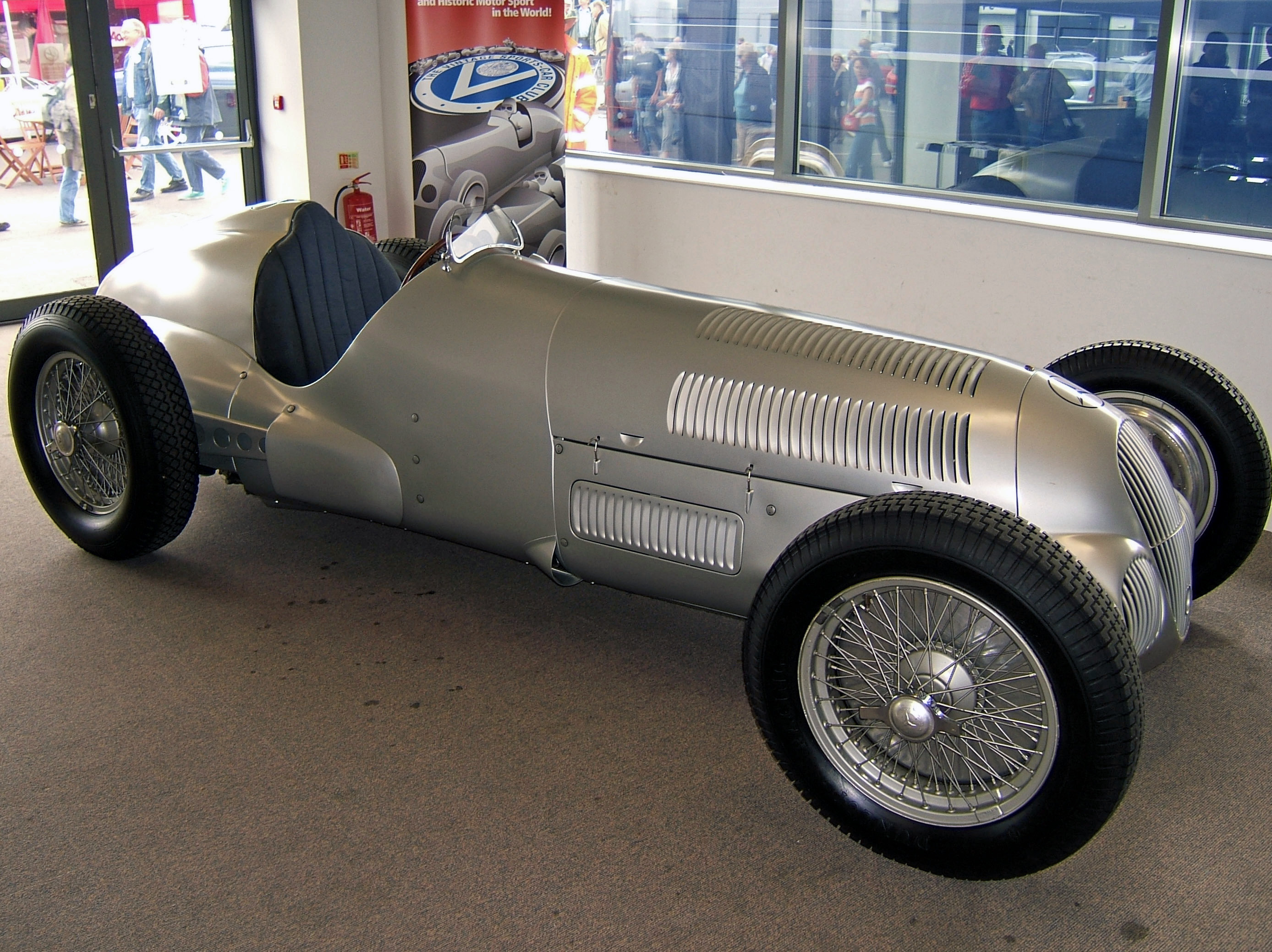
Mercedes-Benz W 125, při závodním meetingu v Doningtonu (2007)

K dalšímu souboji Mercedesů a Auto Unionů došlo 8. srpna při Velké ceně Monaka (ME). Na startovním roštu stály 4 Mercedesy, 3 Auto Uniony, 5 vozů Alfa Romeo a 3 Maserati. Z pole position odstartoval Caracciola, společnost v prvé řadě mu dělali Brauchitsch a Rosemeyer. Až do 19. kola jezdili v tomto pořadí, když Rosemayerovi selhalo řízení, skončil v pytlích písku. Von Brauchitsch, který jel závod ve velkém stylu, v 21. kole vytvořil nový rekord kola a doháněl Caracciolu. V polovině závodu strávil Caracciola v boxech více než 3 minuty opravou motoru. Potom až do 90. kola jezdily v čele 4 Mercedesy v pořadí Brauchitsch, Caracciola, Kautz a Zehender. V 96. kole Rosemeyer, který převzal vůz od Stucka, předjel Zehendera a dojel do cíle na 4 místě se ztrátou 3 kol na vítěze. Mercedes obsadil kompletně stupně vítězů. Zvítězil Manfred von Brauchitsch před Rudolfem Caracciolou (oba plných 100 kol) před Christianem Kautzem se ztrátou 2 kol. Pikantní je, že Neubauer zuřivě dával von Brauchitschovi signály, aby nechal Caracciolu předjet, na což jezdec odpověděl, když projížděl kolem boxů, vypláznutím jazyka na manažera týmu. Přestože von Brauchitsch neuposlechl rozkazy týmu, Caracciola si nestěžoval a jezdci zůstali, když ne přáteli, tak alespoň spojenci v interním boji v Mercedesu proti Langovi.
Na nemistrovském závodě Coppa Acerbo v italské Pescaře, konaném 15. srpna, zvítězil Rosemeyer (Auto Union Type C) před Brauchitschem (W 125) a dvěma kolegy z týmu Hermannem Müllerem a Luigim Fagiolim. Mercedes si tento neúspěch bohatě vynahradil na Velké ceně Švýcarska, která se jela o týden později (22. srpna) na okruhu Bremgarten u Bernu. Jezdci na W 125 kompletně obsadili stupně vítězů v pořadí Caracciola, Lang a von Brauchitsch. S plným počtem 50 kol ještě dojeli 4. Stuck a 5. Rosemeyer na Nuvolariho voze (oba Auto Union C). Závod dokončily všechny čtyři Mercedesy včetně všech tří Auto Unionů, zatímco italští soupeři obsadili poslední 3 místa (8.-10. místo). Po GP Švýcarska bylo pořadí v ME: Brauchitsch 10 bodů, Caracciola 12, Kautz 15, Stuck 16, Lang 17, Sommer 19, Nuvolari 24 a Rosemeyer 25 bodů.
Velká cena Itálie se toho roku nejela v Monze, ale na okruhu Ardenza/Montenero v Livornu. Byl v tom záměr pořadatele, aby se nejelo na rychlé Monze, kde by italské vozy proti německým hegemonům s třícípou hvězdou a se čtyřmi spojenými kruhy neměly šanci. Do závodů bylo přihlášeno 5 mercedesů, 4 Auto Uniony a 7 vozů Alfa Romeo. Do závodu odstartovalo 15 z nich, z pole position vyrazil do závodu Caracciola sledován Varzim a Rosemeyerem (oba Auto Union C). Po 1.kole ječící smečku vozů vedl Caracciola, za ním jeli Varzi, Lang, Rosemeyer, Brauchitsch a Nuvolari. Lang jel velký závod, napřed se dostal na 2. místo a na začátku 4. kola předjel i Caracciolu, k velkému zděšení manažera Neubauera. Uprostřed závodu, během zastávek v boxech, manažer týmu Mercedes Neubauer Langovi vysvětlil, že Caracciola musí závod vyhrát, aby se stal mistrem Evropy. Caracciola pak jezdil v čele a poslušný Lang ho s malým odstupem následoval za zpomalujícím Rosemeyerem na třetím místě. Caracciola po 50 kolech (360,9 km) vyhrál před Langem o 0,4 vt. Nejlepší Alfa Romeo 12C řízená Nuvolarim a Farinou dojela na 7. místě. Mistrem Evropy se stal Rudolf Caracciola (13 b.) před Manfredem von Brauchitschem (15 b.), na 3.-4. místě s 19 b. skončili Christian Kautz a Hermann Lang (všichni W 125).

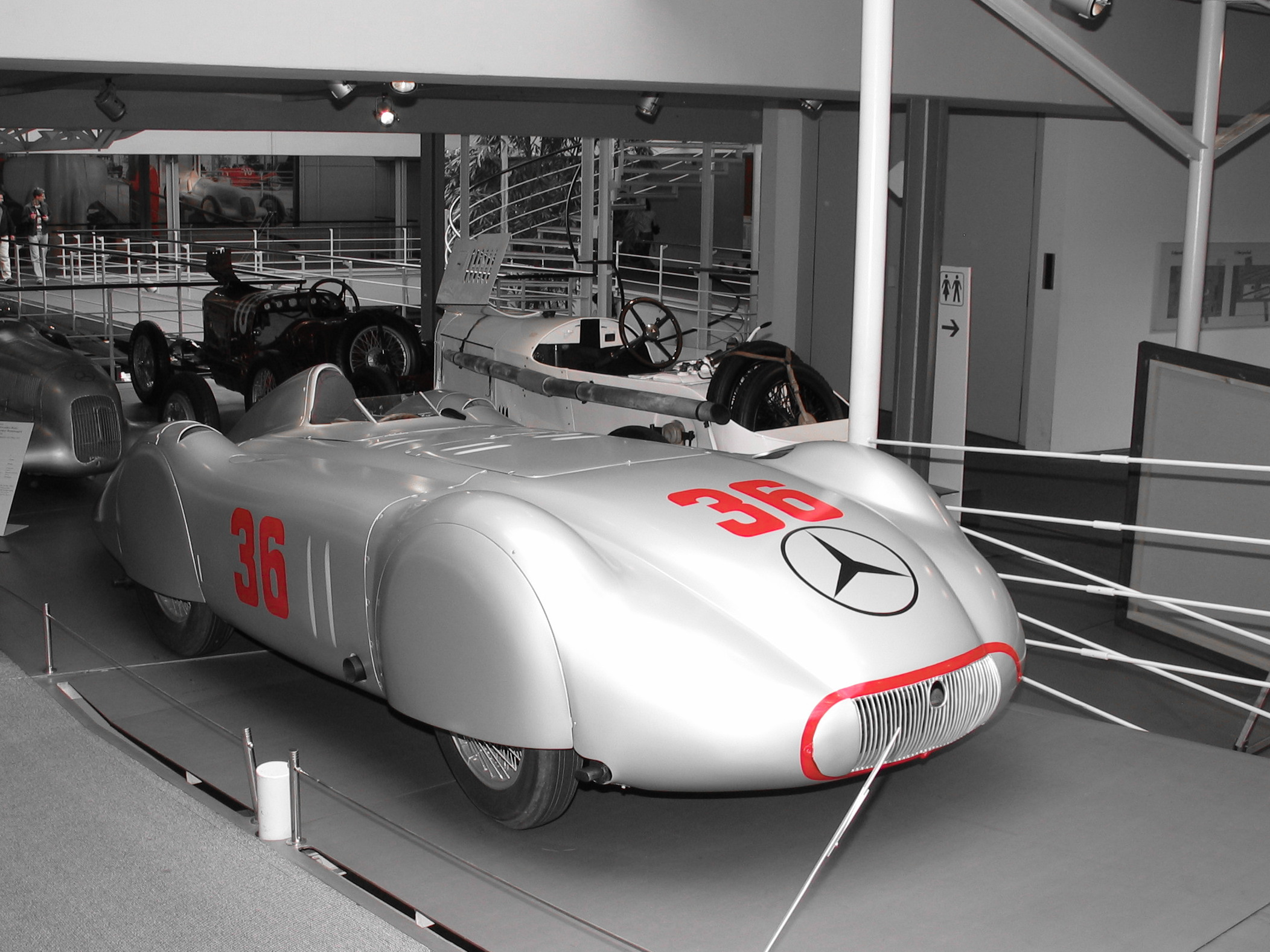
Mercedes-Benz W 125 streamliner (W25K-DAB), na kterém jel Brauchitsch závod na Avusu

Na nemistrovském závodě na Masarykově okruhu (26. září, 437,1 km) Caracciola s Brauchitschem obsadili prvá dvě místa. Hned po startu však vyrazil z pole position vpřed Lang následován Rosemeyerem, Brauchitschem, Caracciolou a Nuvolarim. V 5. kole Lang, který mezitím musel přepustit vedení Rosemayerovi, vyjel v pravotočivé zatáčce mezi Žebětínem a Ostrovačicemi z trati (poblíž dnešního automotodromu) a havaroval, přičemž zranil 11 lidí stojících těsně u trati, z toho dva tak těžce, že zemřeli na operačním stole brněnské nemocnice, některým dalším musely být amputovány nohy. Lang, který byl při nehodě vymrštěn z vozu, se zranil poměrně lehce, vůz však byl zcela rozbit. Po jednoroční přestávce se na závody v Brně přišlo podívat přes 200 000 diváků. Na Masarykově okruhu v Brně měl Caracciola vždy smůlu. Startoval zde čtyřikrát a nikdy nedojel (1930, 1931, 1934, 1935). Až v roce 1937, při 5. startu, protrhl smůlu a v posledním, předválečném závodě typu Grand Prix na starém brněnském okruhu vyhrál, přičemž v 6. kole (z 15) zajel nový rekord tratě časem 11:59,3 min (145,8 km/h). Patnáct kol zajel v čase 3:09:25,3 průměrnou rychlostí 138,45 km/h. Poslední závod sezony (3. ročník, 80 kol/402,3 km) v anglickém Doningtonu 2. října, kde se opět utkaly Mercedesy s Auto Uniony, vyhrál Rosemeyer před dvěma Mercedesy - Brauchitsche a Caraccioly. Po 80 kolech Rosemeyera oslavovaly davy, když protnul cílovou čáru 38 vteřin před Brauchitschem, Caracciola o dalších 38 vteřin. To bylo poslední vítězství Bernda Rosemayera před jeho smrtelnou havárií při pokusu o rychlostní rekord 28. ledna 1938. 

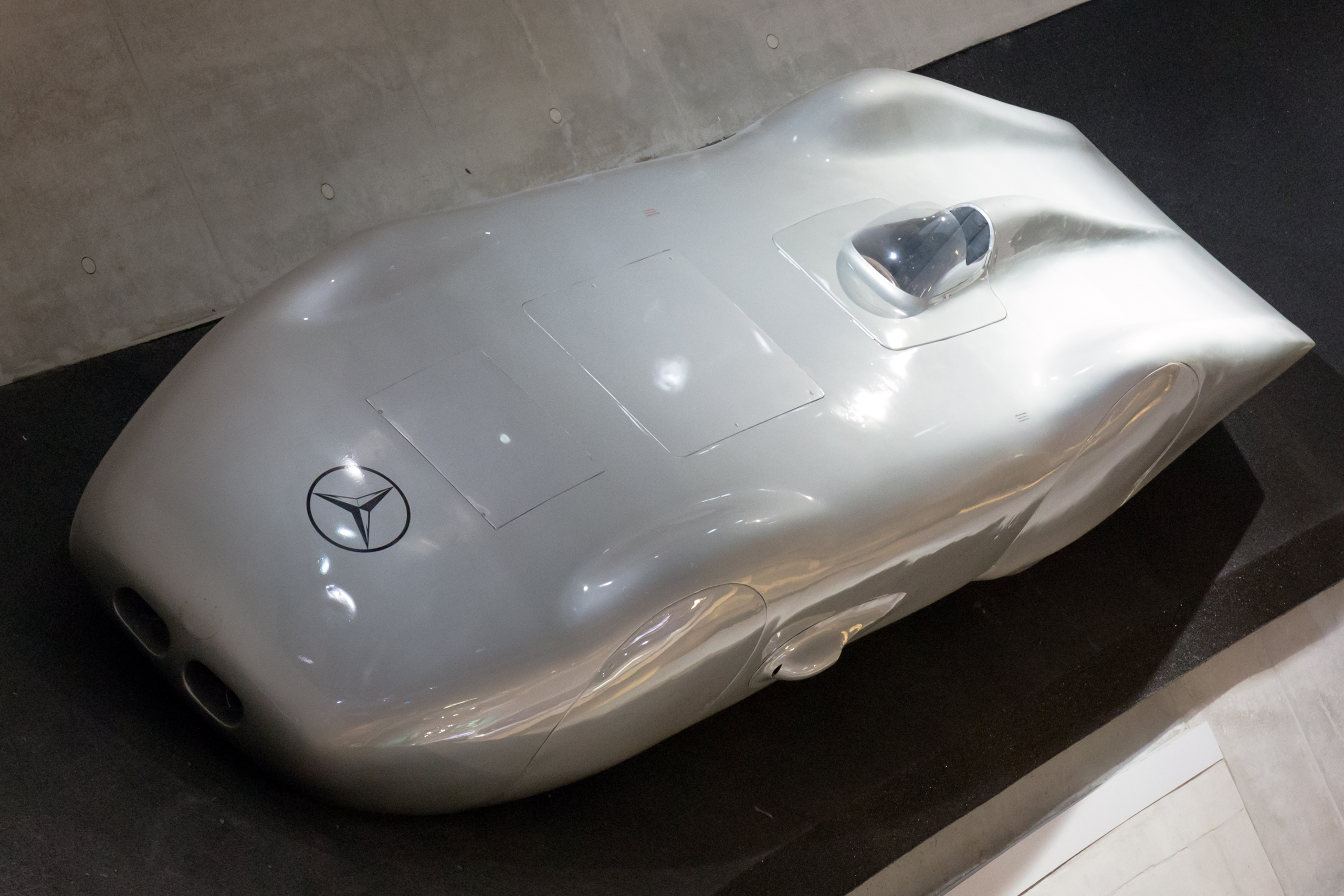
Mercedes-Benz W 125, kapotovaný rekordní vůz (Mercedes-Benz Museum)

#### Rychlostní rekordy
Na nově stavěných, německých dálnicích a závodních drahách (např. na závodní dráze Dessau, na dálnici Frankfurt-Darmstadt) vytvořil Rudolf Caracciola 17 světových, rychlostních rekordů. Pro rekordní jízdy byla karoserie rozšířena až přes kola a do podvozku byl instalován dvanáctiválcový vidlicový motor o zdvihovém objemu 5,6 l se dvěma kompresory. S tímto vozem odvozeným od W 25 dosáhl Rudolf Caracciola v říjnu 1936 šesti světových rekordů pro automobily třídy B (5001-8000 cm3). Letmou 1 míli projel rychlostí 366,9 km/h. Nejcennější z těchto rekordů byly ty z 28. ledna 1938, kdy dosáhl na proudnicově kapotovaném voze Mercedes-Benz W 125 rychlosti 432,7 km/h na letmém kilometru a 432,4 km/h na letmé míli, což byl rekord, který platil pro veřejné silnice téměř 80 let. Vůz byl osazen motorem DAB V12 (82,0 x 88 mm) se dvěma kompresory o zdvihovém objemu 5 577 cm3 a s výkonem 534 kW/726 k při 5 800 ot./min. Hmotnost tohoto motoru způsobila, že vůz překročil maximální hranici 750 kg, takže se nikdy neobjevil v závodech Grand Prix. Vůz je vystaven v muzeu Mercedes-Benz ve Stuttgartu.

## Výsledky W 125 v roce 1937

### Mistrovství Evropy
(výsledek tučně značí pole position, kurzíva nejrychlejší kolo v závodě)
| Rok  | Team            | Motor              | Jezdci                  | 1         | 2         | 3   | 4   | 5         |
| ---- | --------------- | ------------------ | ----------------------- | --------- | --------- | --- | --- | --------- |
| 1937 | Daimler-Benz AG | Mercedes-Benz M125 |                         | BEL       | GER       | MON | SUI | ITA       |
| 1937 | Daimler-Benz AG | Mercedes-Benz M125 | Rudolf Caracciola       |           | 1         | 2   | 1   | 1         |
| 1937 | Daimler-Benz AG | Mercedes-Benz M125 | Manfred von Brauchitsch | Ret (DNF) | 2         | 1   | 3   | Ret (DNF) |
| 1937 | Daimler-Benz AG | Mercedes-Benz M125 | Hermann Lang            | 3         | 7         |     | 2   | 2         |
| 1937 | Daimler-Benz AG | Mercedes-Benz M125 | Christian Kautz         | 4         | 6         | 3   | 6   | Ret (DNF) |
| 1937 | Daimler-Benz AG | Mercedes-Benz M125 | Richard Seaman          |           | Ret (DNF) |     |     | 4         |
| 1937 | Daimler-Benz AG | Mercedes-Benz M125 | Goffredo Zehender       |           |           | 5   |     |           |

| Rok  | Team            | Motor              | Jezdci                  | 1        | 2    | 3     | 4          | 5       | 6    | 7         |
| ---- | --------------- | ------------------ | ----------------------- | -------- | ---- | ----- | ---------- | ------- | ---- | --------- |
| 1937 | Daimler-Benz AG | Mercedes-Benz M125 |                         | Tripolis | AVUS | Eifel | Vanderbilt | Pescara | Brno | Donington |
| 1937 | Daimler-Benz AG | Mercedes-Benz M125 | Hermann Lang            | 1        | 1    | 6     |            |         | DNF  | DNF       |
| 1937 | Daimler-Benz AG | Mercedes-Benz M125 | Rudolf Caracciola       | 6        | DNF  | 2     | DNF        | 5†      | 1    | 3         |
| 1937 | Daimler-Benz AG | Mercedes-Benz M125 | Richard Seaman          | 7        | 5    |       | 2          | DNS/5†  | 4    | DNF       |
| 1937 | Daimler-Benz AG | Mercedes-Benz M125 | Manfred von Brauchitsch | DNF      | DNF  | 3     |            | 2       | 2    | 2         |

## Galerie

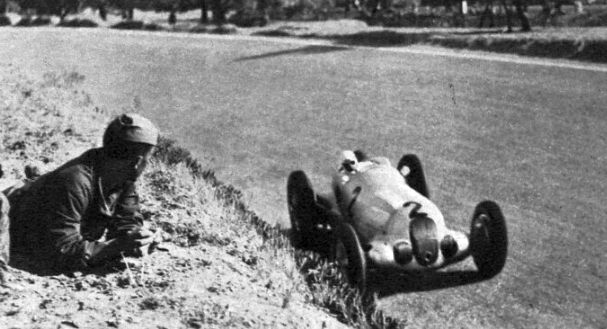
Hermann Lang na Mercedesu W 125 při Velké ceně Tripolisu (1937)
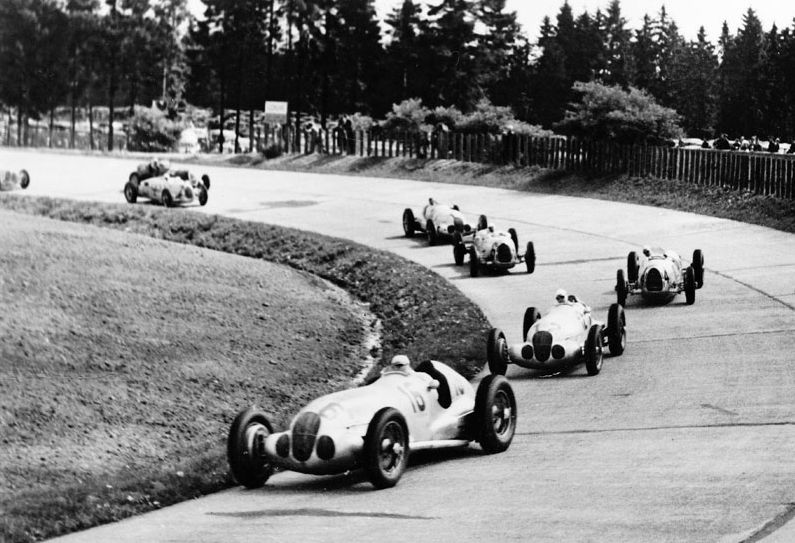
Krátce po startu Velké ceny Německa v čele Lang před Caracciolou, oba Mercedes-Benz W 125 (1937)
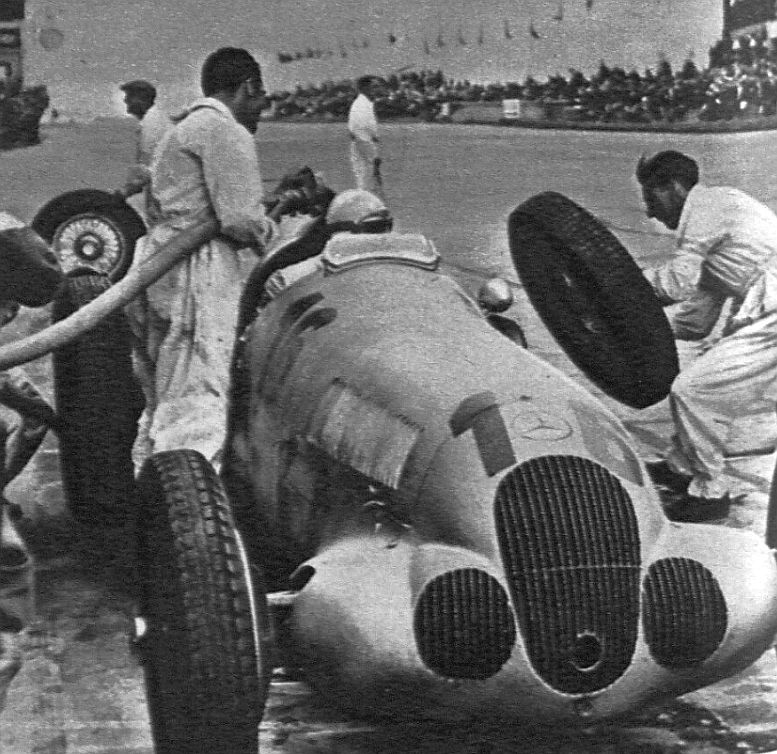
Hermann Lang v depu při tankování a výměně pneumatik (Velká cena Německa 1937)
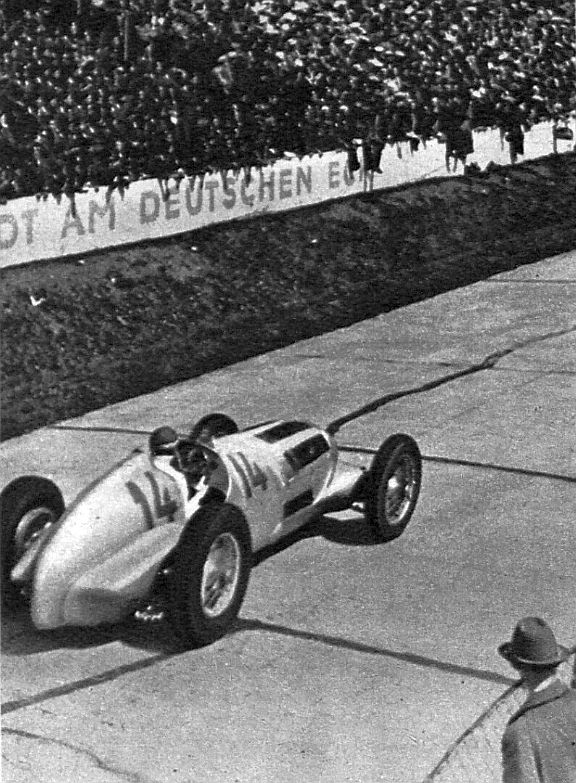
Manfred von Brauchitsch (st. č. 14) na Mercedesu W 125 obsadil 2. místo (Nürburgring 1937)
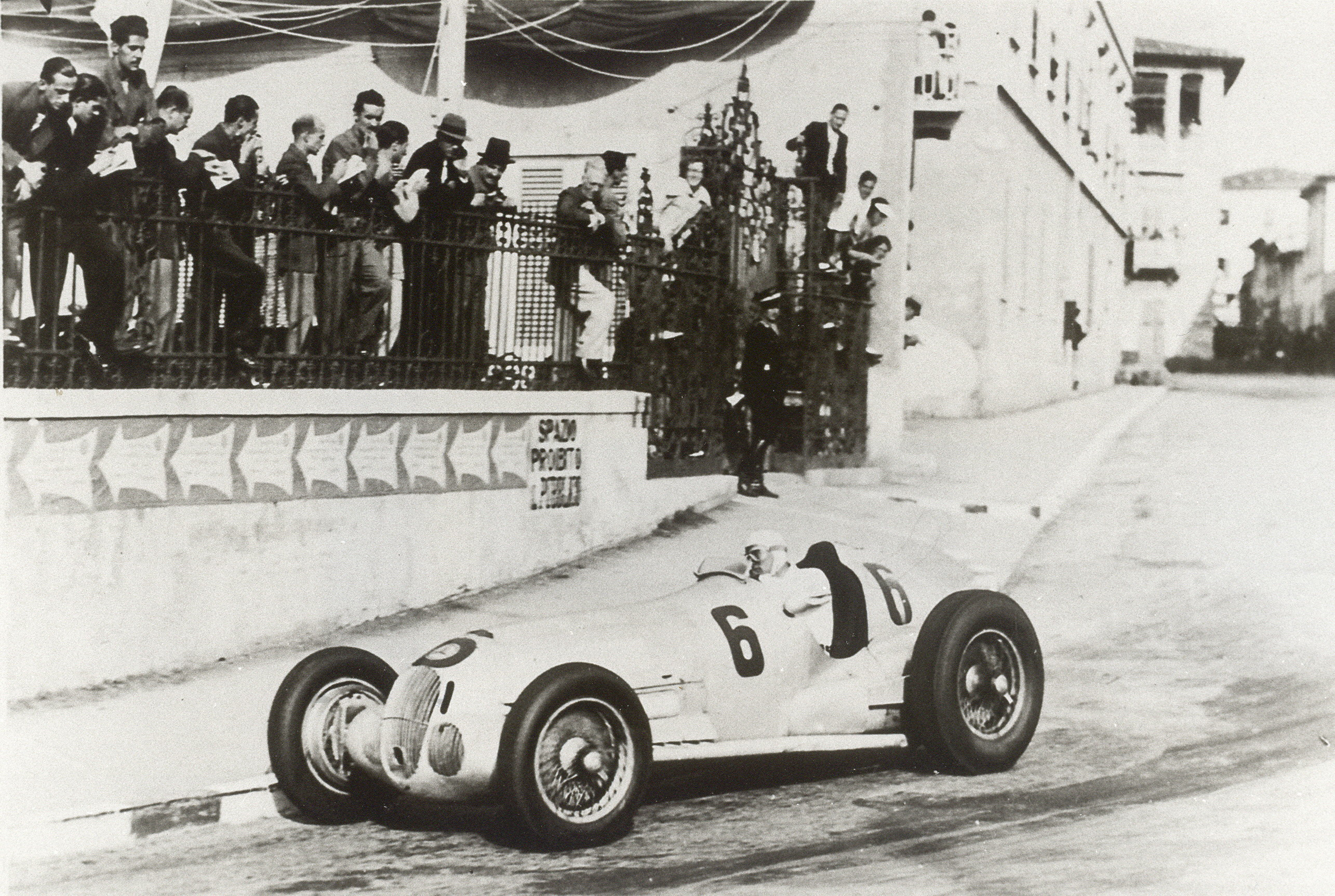
Hermann Lang, W 125, okruh Ardenza/Montenero v Livornu při GP Itálie 1937
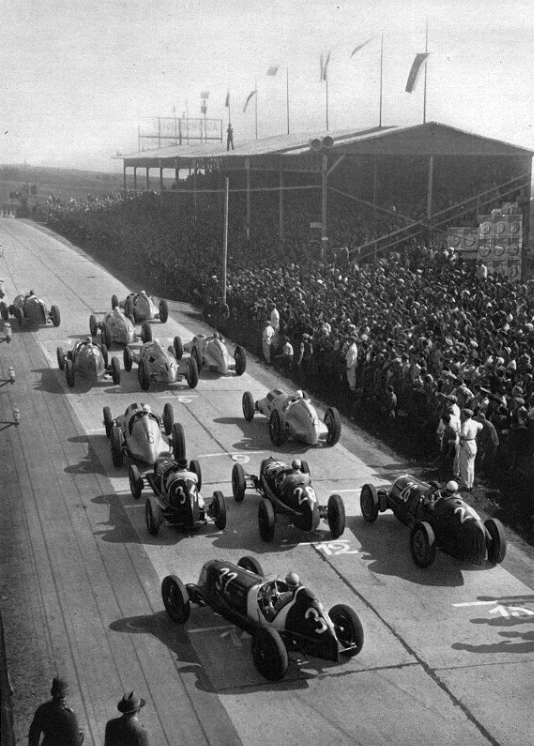
Masarykův okruh, start závodu silnější kategorie 1937 (1. řada zleva Nuvolari a Lang, 2. Rosemeyer, 3. Brivio a Brauchitsch)
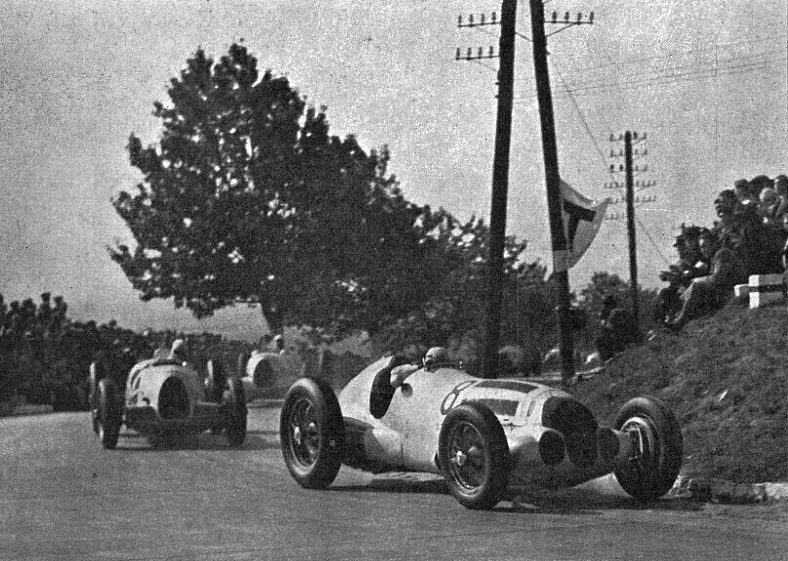
Hermann Lang na W 125 ještě v čele, Masarykův okruh (1937)
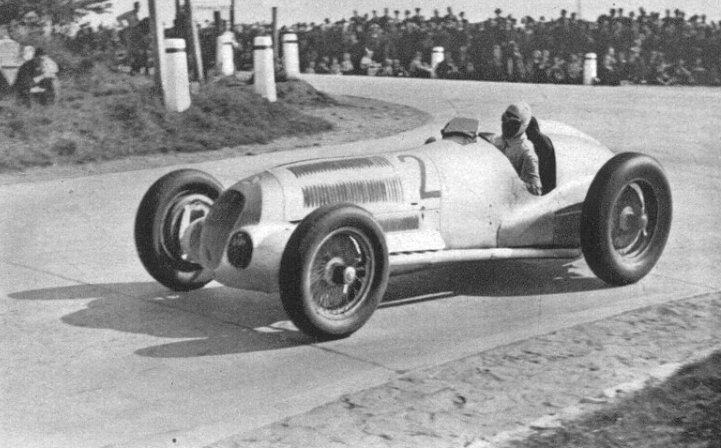
Masarykův okruh, vítěz Rudolf Caracciola na Mercedes-Benz W 125 (1937)